# グスタヴォ・ナシメント・ダ・コスタ
グスタヴォ（Gustavo）ことグスタヴォ・ナシメント・ダ・コスタ（ポルトガル語: Gustavo Nascimento da Costa、1995年3月20日 - ）は、ブラジルのサッカー選手。ポジションはMF。

## クラブ歴
2014年にモジミリンECで選手となった。
2016年にポルティモネンセSCに加入。2017-18シーズンにFCペナフィエルに、2018-19シーズンにGDエストリル・プライアに期限付き移籍。

## 家族
兄のマルセリーニョ、義理の父のリバウド、義理の兄弟のリバウジーニョもサッカー選手。